# Vrban (gmina Bujanovac)
Vrban (cyr. Врбан) – wieś w Serbii, w okręgu pczyńskim, w gminie Bujanovac. W 2002 roku liczyła 123 mieszkańców.